# Joe McFadden
Joseph Martin "Joe" McFadden, född 9 oktober 1975 i Glasgow, Skottland, är en brittisk (skotsk) skådespelare. McFadden har bland annat medverkat i Sex, Chips & Rock n' Roll, Tillbaka till Aidensfield och Holby City.

## Filmografi i urval
- 1988–1994 – Taggart (TV-serie)
- 1991–1995 – Take the High Road (TV-serie)
- 1995 – Small Faces
- 1996 – The Crow Road (TV-serie)
- 1999 – Sex, Chips & Rock n' Roll (TV-serie)
- 2007 – Cranford (TV-serie)
- 2007–2009 – Tillbaka till Aidensfield (TV-serie)
- 2007–2009 – Casualty (TV-serie)
- 2013 – The Great Scott (TV-serie)
- 2014–2020 – Holby City (TV-serie)